# Retuerta del Bullaque
Retuerta del Bullaque es un municipio español perteneciente a la provincia de Ciudad Real, en la comunidad autónoma de Castilla-La Mancha. Se encuentra situado al noroeste de la provincia, limitando al norte con la de Toledo, y tiene una población de 867 habitantes (INE 2024).

## Geografía
Retuerta del Bullaque se encuentra en la comarca natural (e histórica) de Los Montes de Toledo. Su relieve es montañoso y llano y alternan las sierras con las depresiones. Su nombre se debe al nacimiento del río Bullaque en una sierra cercana al casco urbano. Retuerta significa vuelta o giro que hace el río. Bullaque podría provenir del latín "bullire" o del nombre de un caudillo árabe. En su término municipal, muy extenso, se encuentra el embalse de Torre de Abraham, con una capacidad de 184 hectómetros cúbicos y el parque nacional de Cabañeros. Uno de los atractivos de Retuerta del Bullaque, junto con el vecino municipio de Navas de Estena, es el de su riqueza paleontológica. Las principales vías de comunicación es la CM-4017. Cerca de la CM-4017 hay un cruce que enlaza con la CM-403.

## Historia

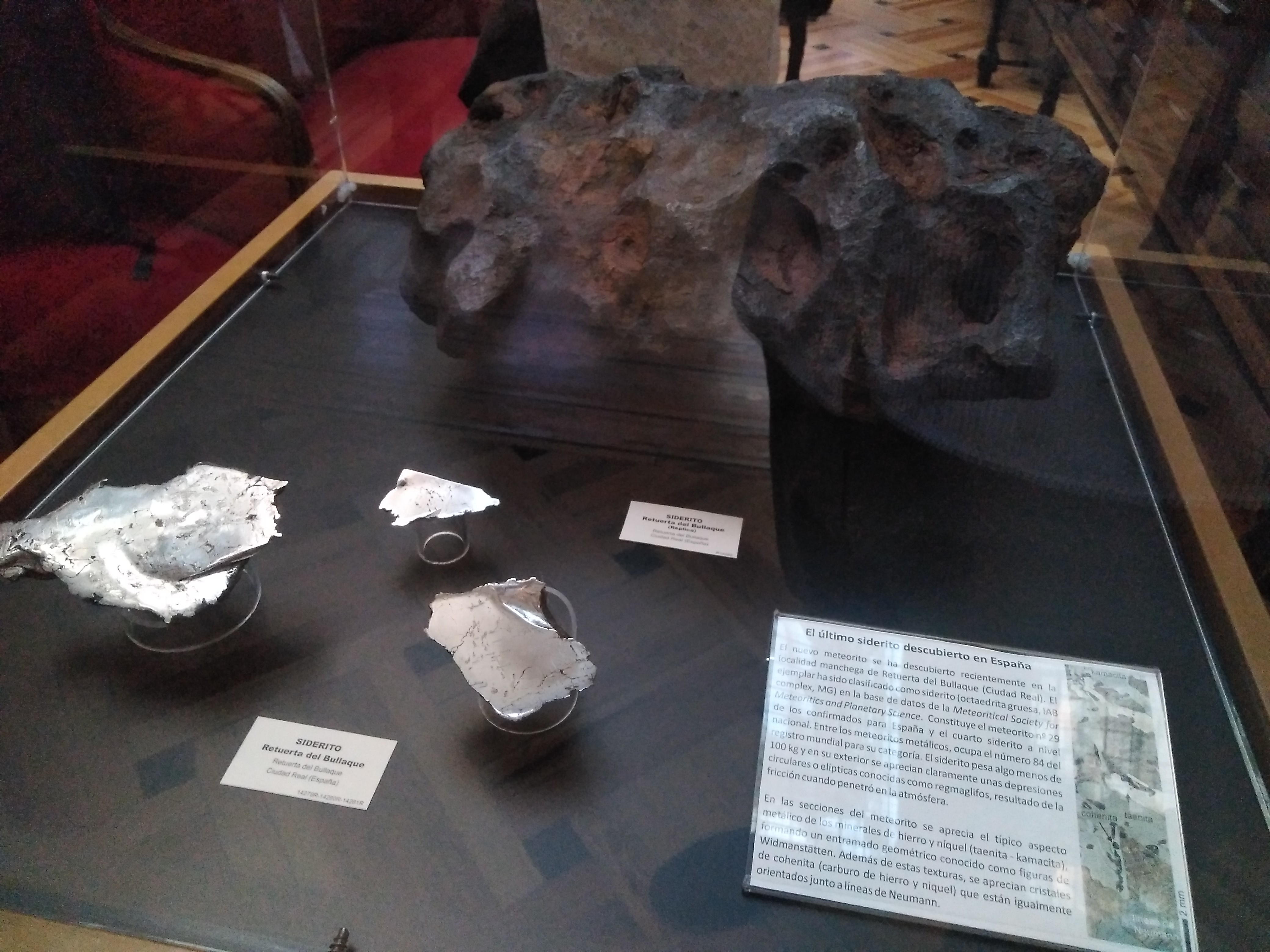
El meteorito en el Museo Geominero

En 1980 se encontró un meteorito de cerca de 100 kg de peso en las proximidades de la localidad. Sin embargo hasta el siglo XXI se desconoca su origen y se usaba para prensar jamón.
Las cuencas del Tajo y del Guadiana fueron repobladas con repobladores procedentes del valle del Duero. Probablemente, el núcleo de Salamanquinos, próximo a la carretera de Los Yébenes y la cabecera del río Algodor, recuerde a repobladores de Salamanca.
Hasta la reforma de la nomenclatura municipal de 1916 el municipio se llamaba simplemente Retuerta. En dicha fecha su nombre fue modificado por el de Retuerta de Bullaque.

## Demografía
Retuerta del Bullaque cuenta con una población de 867 habitantes (INE 2024).
| Gráfica de evolución demográfica de Retuerta del Bullaque entre 1842 y 2021 |
| |
| Población de derecho según los censos de población del INE Población de hecho según los censos de población del INEEn estos censos se denominaba Retuerta: 1842, 1857, 1860, 1877, 1887, 1897, 1900 y 1910 En estos censos se denominaba Retuerta de Bullaque: 1920, 1930, 1940 y 1960 |

## Patrimonio
La iglesia parroquial de San Bartolomé Apóstol, es de una sola nave longitudinal desde donde se accede a otra transversal mediante un gran arco apuntado. La cabecera está formada por un ábside cuadrangular con cubierta de madera. El edificio se cubre con madera en forma de artesa, sobre vigas dobles apoyadas en ménsulas. En el interior se encuentra una talla de San Bartolomé, recientemente restaurada en las Mínimas de Daimiel. El exterior, de ladrillo y mampostería, lleva la torre adosada a los pies, de piedra y ladrillo en las esquinas y en el cuerpo de campanas con arcos dobles de medio punto, de claras reminiscencias árabes. Estilísticamente, el conjunto podríamos datarlo en los siglos XVI o XVII. En la fachada de la iglesia se encuentra una estela romana de granito con una inscripción que aún se puede leer parcialmente.
En el municipio se encuentra una edificación muy interesante, el castillo de Prim, residencia del militar. Se trata de una propiedad privada y no es visitable. En su interior tuvo lugar en 1857 un muy breve encuentro entre el general Prim y el papa Pío IX, que entró a reposar y reponer fuerzas mientras transitaba hacia la catedral y sede de la archidiócesis de Toledo procedente de Sevilla durante su visita a España.
También dentro del término municipal, a unos 22 km, en la C-403 y a orillas del actual pantano de Torre de Abraham, existe una antigua fortificación o torre atalaya de forma cuadrada con los ángulos redondeados: es el castillo del Milagro, edificado en 1213 por orden del arzobispo de Toledo Rodrigo Jiménez de Rada con el fin de detener las incursiones de los almohades hacia Toledo durante la guerra de Reconquista.

## Símbolos
El escudo heráldico y la bandera que representan al municipio fueron aprobados oficialmente el 23 de agosto de 1990. El blasón del escudo es el siguiente:

Escudo español. Cortado. Primero, de plata, el castillo de gules, aclarado de oro. Segundo, de oro, la banda ondeada de azur. Al timbre, corona real cerrada.
Diario Oficial de Castilla-La Mancha nº 62 de 29 de agosto de 1990

La descripción textual de la bandera es la siguiente:

Cuartelada. Primero y cuarto, de blanco; segundo y tercero, de amarillo. Brochante al centro, el escudo municipal en sus colores.
Diario Oficial de Castilla-La Mancha nº 62 de 29 de agosto de 1990

## Fiestas
La fiesta del patrón del pueblo, San Bartolomé, se celebra el 24 de agosto. En las proximidades, en el borde de la provincia de Ciudad Real con Toledo, se conservan restos de una antigua fortaleza árabe reedificada en 1214 por el Arzobispo Jiménez de Rada y que se alza sobre un acantilado bordeado por el río Milagro, que le da nombre. 

### Romería de la virgen del cerro
Esta romería se celebra el segundo domingo de mayo. El origen de esta romería se debe a cuatro mujeres que en este día llevaron a la Virgen hasta el nacimiento del río Bullaque. El segundo sábado del mes de mayo, por la tarde, se sube a la virgen del Cerro a la ermita desde la iglesia de San Bartolomé y el domingo se realiza el recorrido inverso llevando a la virgen en andas por las mujeres del pueblo.

### La Luminaria
Se celebra en Retuerta la noche del 12 de diciembre, víspera de Santa Lucía.
Es una fiesta tradicional y antiguamente consistía en realizar hogueras pequeñas de romero en cada puerta, donde la familia y vecinos alrededor del fuego cantaban y bailando pasaban entre el humo con la creencia y petición de que Santa Lucía les conservara la vista.
Actualmente y hace ya muchos años se realiza una sola y gran hoguera de romero en la plaza del reloj, donde toda la población se reúne alrededor cantando, bailando, pasando entre el humo, y tomando chocolate con churros hasta la madrugada.
Para la realización de esta fiesta colabora casi todo el pueblo: los niños y niñas del colegio ayudan en la recogida del romero, el Ayuntamiento aporta sus trabajadores para el transporte del romero del campo a la plaza, la Asociación de jubilados y la Asociación de amas de casa, así como el Ayuntamiento colaboran en la compra y elaboración de chocolate con churros para todo el pueblo.

### Semana Santa
La parte culminante de la Semana Santa de Retuerta es la quema de Judas que se celebra después de la Vigilia Pascual, el sábado de Pascua, realizada por los quintos del pueblo.

## Educación
El municipio cuenta con el colegio rural agrupado de infantil y primaria Montes de Toledo, junto a Navas de Estena y El Molinillo, con 60 alumnos. Su Majestad la Reina Doña Sofía es madrina de estas instalaciones docentes. El proyecto para la piscina climatizada se halla en fase de finalización y se espera que muy pronto se sume al complejo educativo.